# Tarratumb
Tarratumb – wieś w Armenii, w prowincji Wajoc Dzor. W 2011 roku liczyła 448 mieszkańców.